# 鶏卵
| 項目                                 | 分量 (g) |
| ------------------------------------ | -------- |
| 脂肪                                 | 9.51     |
| 飽和脂肪酸                           | 3.126    |
| 16:0（パルミチン酸）                 | 2.231    |
| 18:0（ステアリン酸）                 | 0.811    |
| 一価不飽和脂肪酸                     | 3.658    |
| 16:1（パルミトレイン酸）             | 0.198    |
| 18:1（オレイン酸）                   | 3.388    |
| 多価不飽和脂肪酸                     | 1.911    |
| 18:2（リノール酸）                   | 1.531    |
| 18:3（α-リノレン酸）                 | 0.036    |
| 20:4（未同定）                       | 0.188    |
| 22:6 n-3（ドコサヘキサエン酸 (DHA)） | 0.058    |

鶏卵（けいらん）は、ニワトリ（鶏）の卵である。動物の卵は先史時代から人類にとって貴重な食料であり続けている。
一般的に食用とする鳥類の卵は国・地域によって異なり、カモ、ガチョウ、ダチョウ、カモメ、ホロホロチョウ、キジ科、エミューといった様々な鳥類の卵が使われる。日本においては、「卵」といえば鶏卵を指すことが多い。東アジアや東南アジアではアヒルの卵も一般的である。ハトの卵もあり、用途に応じて使い分けられている。
殻（卵殻）を割った中身は黄身（卵黄）と白身（卵白）に分かれている。
栄養価の高い食品であり、白身と黄身の双方に動物性タンパク質が含まれる。白身はタンパク質のみだが、黄身には動物性タンパク質と動物性脂肪が含まれ、その中にビタミンCを除く12種類のビタミンと12種類のミネラルを含んでいる。全卵においては必須アミノ酸が散在するが、これは白身よりも卵黄に多く含まれる。動物性タンパク質および動物性脂肪の安価な供給源の一つであり、世界中の国や地域で消費され続けている。
卵の脂肪分は黄身に集中的に含まれる。白身は88 %が水分で構成され、脂肪は無い。黄身は「リノール酸」を始めとする必須脂肪酸の供給源である。卵の黄身には、ビタミンCを除く、すべてのビタミンが含まれる。脂溶性の（油に溶ける）ビタミンであるA・D・E・Kも全て含む。黄身はコリンの供給源でもあり、これは神経伝達、脳の発達、骨においても役割を果たす。卵はビタミンのみならず、各種ミネラルの供給源でもある。脂溶性のビタミンは、油と一緒に摂取することにより、身体に吸収されるのを助ける。
卵には、強力な抗酸化作用 (Antioxidant Effect) がある。炎症（誘発）性サイトカイン (Inflammatory Cytokine) の産生を抑える卵黄由来のタンパク質は、人体に有益な効果をもたらす。研究者らは、卵の黄身を日々の食事に追加することにより、腸における酸化ストレスを軽減できる可能性がある趣旨を報告した。
卵にまつわるイメージや比喩、諺については、「卵#卵に関することわざ・故事成語」を参照。

## 構造と規格

鶏卵の断面図
1. 卵殻
2. 外卵殻膜
3. 内卵殻膜
4. カラザ
5. 外水様卵白
6. 濃厚卵白
7. 卵黄膜
8. パンデル核
9. 胚盤（核）
10. 濃色卵黄（黄色卵黄）
11. 淡色卵黄（黄白色卵黄）
12. 内水様卵白
13. カラザ
14. 気室
15. クチクラ層

鶏卵は卵殻、卵白、卵黄から成り、その重量比率はおよそ1:6:3である。卵殻は主に炭酸カルシウムから成る多孔質の殻で、外部から酸素を取り込み、胚の呼吸によって生じた二酸化炭素を放出できるようになっている。卵殻の内側には卵殻膜と呼ばれる薄皮がある。
卵白は粘度の高い「濃厚卵白」と、粘度の低い「水様卵白」から成る。
卵黄は紐状の「カラザ」（卵帯）によって卵の中心に固定されている。「カラザ」は日本語で「殻座」あるいは「殻鎖」と書かれることもあるが、実際にはギリシア語由来の「chalaza」(χάλαζα : 霰の意）の音写であり、漢字での表記は当て字。その成分は通常の卵白とほぼ同じであり、消化速度に留意するほどの違いはない。その内部には通常の卵白にはないシアル酸が豊富に含まれている。卵黄の中心付近には、直径5 mm程度の「ラテブラ」(latebra) と呼ばれる組織がある。「ラテブラ」はゆで卵にしても完全には固まりきらないという性質がある。なお、卵黄は肉眼では液状のように見えるが、顕微鏡等で拡大すると「卵黄球」という粒状の物体が集まったもので出来ていることが分かる。加熱した卵特有のわずかに粒立ったような舌触りやぽろぽろと崩れる様子は、この卵黄球によるものである（卵黄球自体は卵生生物に共通の性質である）。卵黄球の数は、卵のサイズの大小に関わらず、およそ180万とされている。

### 構造の詳細

#### 卵殻部
卵殻は硬く表面には多数の細かい気孔があり、胚の呼吸や水分の調整を担う。主に無機質（ミネラル）から構成される層で、その両面に配置されるクチクラ層や卵殻膜を合わせ、400 μm前後の厚さの層を形成する。さらに外層から以下の構造に分けられる。
クチクラ層
主に糖タンパク質からなる膜状の層。厚さ10 μm程度。簡単な洗浄や摩擦で失われ、市販卵では取り去られている。
卵殻
スポンジ基質
有機物からなるスポンジ状の構造に無機質が沈着したもの。炭酸カルシウムを主成分とするが、最外層の部分ではマグネシウムやリン酸塩がやや増加し、卵殻強度を高めているといわれている。
乳頭突起
卵殻内面に認められる突起群。鶏卵管における卵殻形成過程の名残で、先端部は卵殻膜に食い込んでいる。
卵殻膜
厚さ70 μm程度の脂質や糖質を若干含む、主に蛋白質からなるμm単位の網目を持つ格子状に組まれた不織布状繊維により構成される。卵殻膜はさらに50 μm厚の6層から成る外層（外卵殻膜と呼ぶ）と、20 μm厚の3層から成る内層（内卵殻膜と呼ぶ）に分かれ、外層と内層は気室の部分では別れて存在している。保湿性と呼吸のための通気性に優れている。
気孔
卵殻の表面は不織布状に形成された炭酸カルシウムであり、気孔と呼ばれるμm単位の小さな網の目状の穴が無数に開いている。ここから内部の水分や炭酸ガスが発散される。
気孔の数は、7000‐17000個とされる。

#### 卵白部
卵白部は、以下の部分からなる。
卵白
ほとんどが水分から成り、糖鎖を持つタンパク質を含む。リゾチームを含み、弱い抗菌作用を持つ。
外水様卵白と内水様卵白
卵殻赤道部と卵黄部周辺に存在する比較的流動性の高い卵白。それぞれ卵白の1⁄4程度を構成する。
濃厚卵白
比較的粘性の高い卵白。卵白全体の1⁄2を占める。カラザと一体化し、卵黄を卵の中心に維持する役目も果たす。

カラザ層
卵黄膜の外面を覆う、蛋白質から成る網目状の繊維から成る層で、卵黄極部では繊維が並行に配向し、カラザと連続している。
カラザ
卵黄の極部から引き出されたカラザ層の延長部分。末端は濃厚タンパク質と一体化している。これらの構造により、卵黄を抗菌作用を持つ卵白の中心に位置させることで、微生物による汚染から守っている。

#### 卵黄部
胚の成長における栄養供給を目的とした濃厚な部分。以下の部分に分かれる。
卵黄膜
厚さ15 μmからなる層で、基本的に水分を通さない不透膜。
外層
厚さ3.0 - 8.5 μmの、格子状の繊維が多数積層した層。
連続層
厚さ0.05 - 0.5 μm顆粒状のタンパク質が並ぶ、外層と内層の間に位置する層。
内層
網目状の繊維から成る層。外層に比べ繊維が20 - 60倍太い。

パンデル核と胚盤
実際に雛（ひよこ）として成長してゆく中心の部分。パンデル核の中心に胚盤が位置する。
卵黄
50 %の水分と、30 %の脂質、17%のタンパク質からなる。脂質とタンパク質の複合体であるリポタンパク質が多い。また必須アミノ酸にも富み、胚盤成長時の栄養供給源となる。卵黄はラテブラを中心に淡色卵黄と濃色卵黄が交互に層を成している。
ラテブラ（白色卵黄）
卵黄中心部にある直径5 mm程度の淡色の卵黄からなる。
黄色卵黄
淡色卵黄

濃色卵黄

ラテブラの首
ラテブラからパンデル核へと伸びる淡色卵黄からなる連結構造。
卵黄は抗菌性成分を含まない。先に述べたように卵白部の機能により、卵黄は微生物による汚染から免れているが、カラザや濃厚卵白の脆弱化によって卵黄が卵殻と接触した状態になると微生物の汚染に晒されるようになり、急速に腐敗が進行する。

### 鶏卵のサイズ

#### 日本
市販されている卵は、パック詰鶏卵規格により、1個あたりの重量によってランク付けがなされている。また、サイズごとに異なる色のラベルが指定されている。
卵のサイズが大きくても、黄身の大きさはほとんど変わらないとされていることもあるが、実際の計量による統計ではむしろ卵のサイズが大きくなるほど卵黄の比率が高いという結果が出ている。
| LLサイズ | 70 g以上76 g未満 | 赤 |
| Lサイズ  | 64 g以上70 g未満 | 橙 |
| Mサイズ  | 58 g以上64 g未満 | 緑 |
| MSサイズ | 52 g以上58 g未満 | 青 |
| Sサイズ  | 46 g以上52 g未満 | 紫 |
| SSサイズ | 40 g以上46 g未満 | 茶 |

比較的低価格の商品では、上記のようなサイズ分けはせず、パックに詰めて市販されている。

#### 一回り大きな鶏卵
2016年3月2日、ドイツのヴォルフェンブッテル(Wolfenbuettel)にて、鶏が通常よりも大きく、重さ184gの卵を産んだ。これは通常の卵の約3倍である。
2018年5月、フランスの東部にて、鶏が216gの重さの卵を産んだ。これは一般的なガチョウの卵よりも72 g重い。
なお、ギネス世界記録に掲載されている世界最大の大きさの卵は、1956年2月にアメリカ合衆国ニュージャージー州ヴァインランド(Vineland, New Jersey)で産まれたもので、その重さは454gであった。この時の卵には黄身が2つ入っていた。

### 二黄卵
鶏卵を割った際に、まれに卵黄が2つ入っていることがある。このような鶏卵を二黄卵（「におうらん」、俗に「双子卵」または「にこたま」）と言い、そのほとんどは産卵開始後間もない若鶏の産んだ卵である。産卵開始直後で排卵のリズムが一定しない時期に複数の卵黄が連続して排卵されることによって起こるが、ごく普通な生理現象であり、薬物投与のような人為的方法は何の関係も無い。外見が普通の卵よりも細長く全体的に尖り、大きさや重さが飛び抜けているため、産卵開始後間もない若鶏しかいない養鶏場であれば比較的簡単に見分けられる。味はまったく変わらないが、ごく一部の人は気持ち悪がるかもしれないという理由で出荷前に取り除かれていた。
アメリカ合衆国では1970年代に二黄卵多発鶏種の研究が始まり、二黄卵を生む鶏を選抜・交配することで通常条件より遺伝的に産卵率の高い鶏種を作り出している。20年以上の研究の結果、141 - 300日齢での二黄卵発生率が 30% という鶏種が作り出された。実用鶏種では 20%程度。日本国内では青森県畜産試験場で1979年から実用化に向けた品種改良と育成研究が行われ、給餌条件で二黄卵発生率を高める方法も明らかになっている。

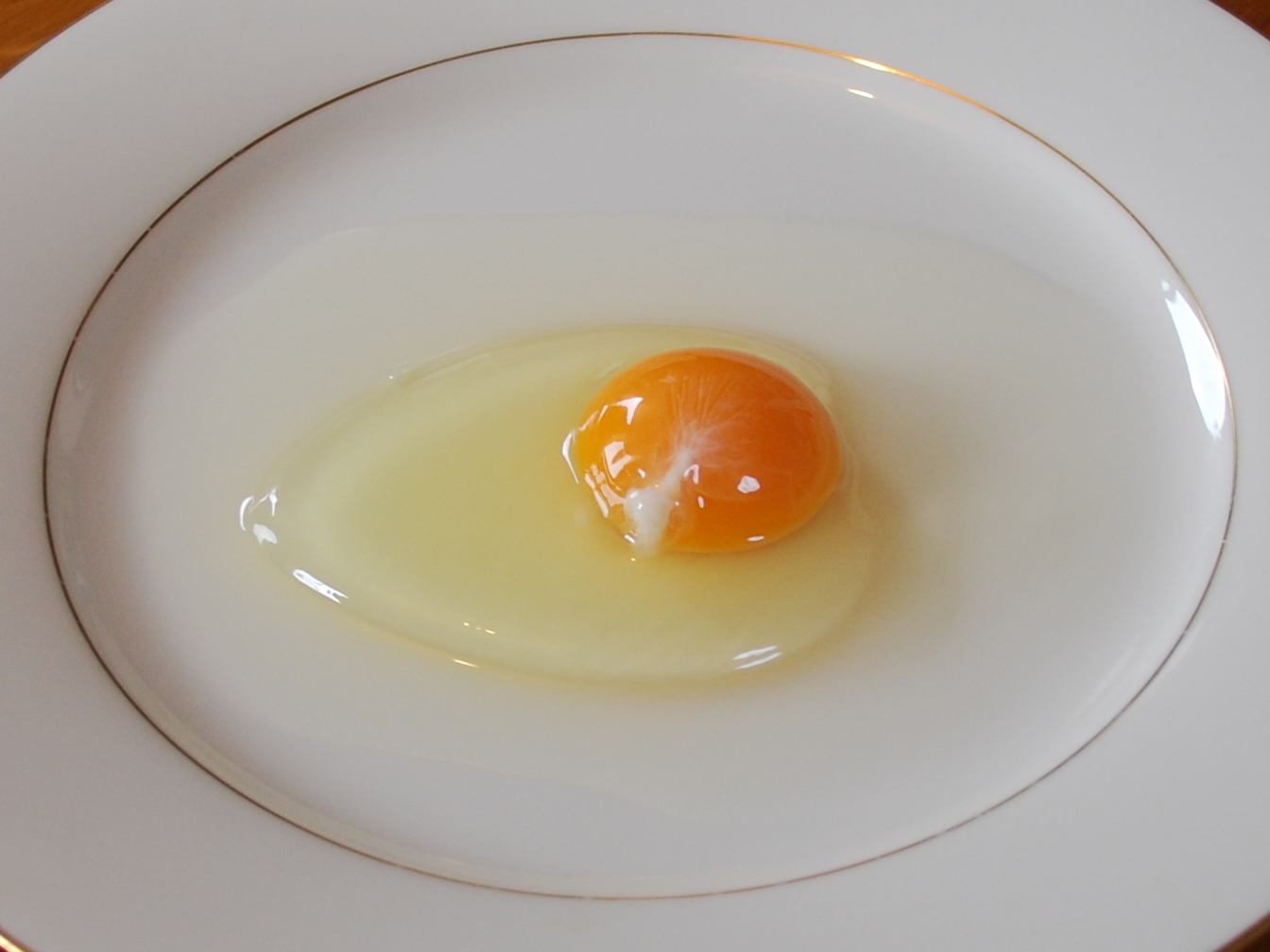
通常の鶏卵を割った状態（白い物体がカラザ）
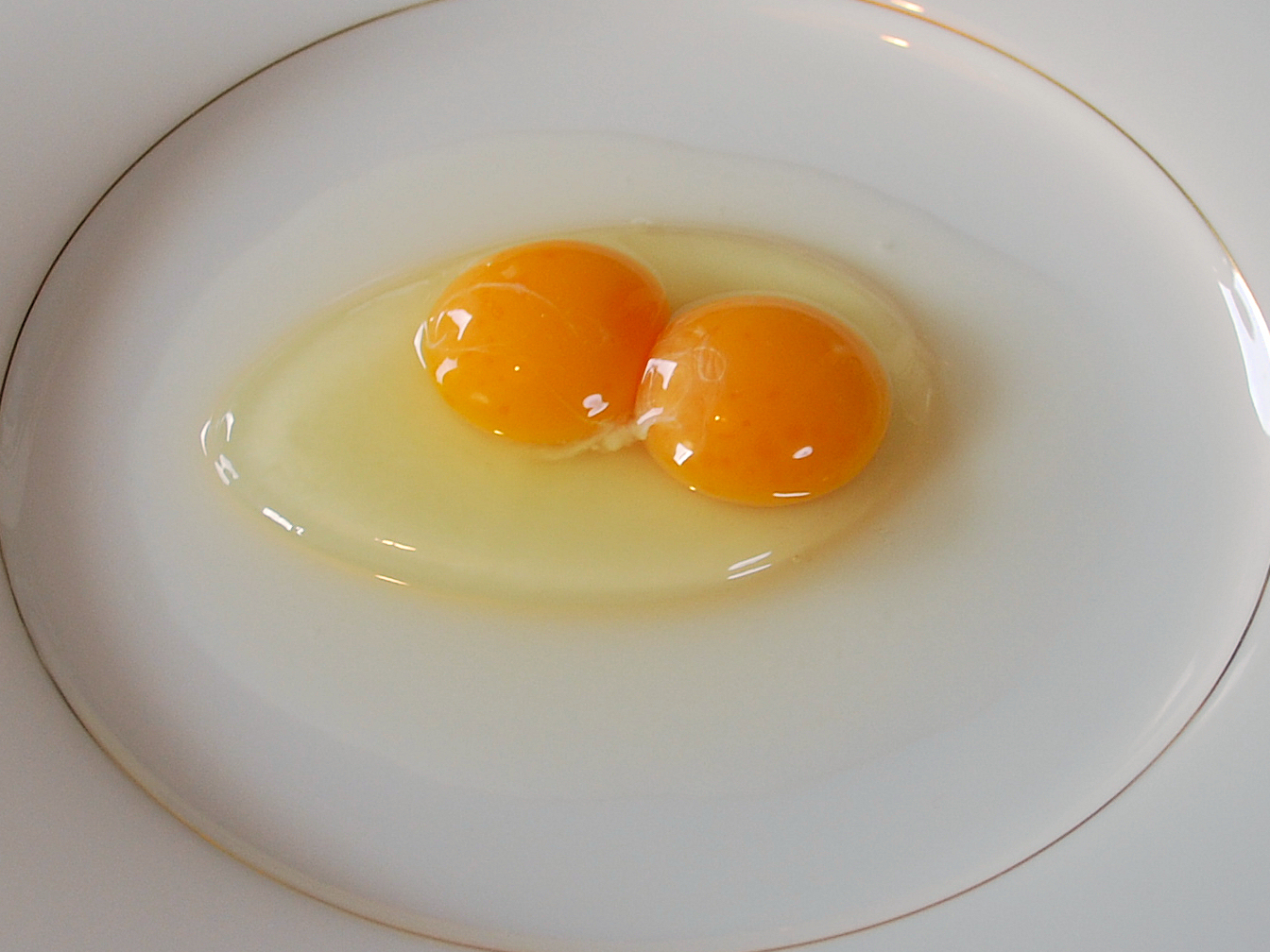
二黄卵を割った状態

## 鶏卵の色

### 殻の色

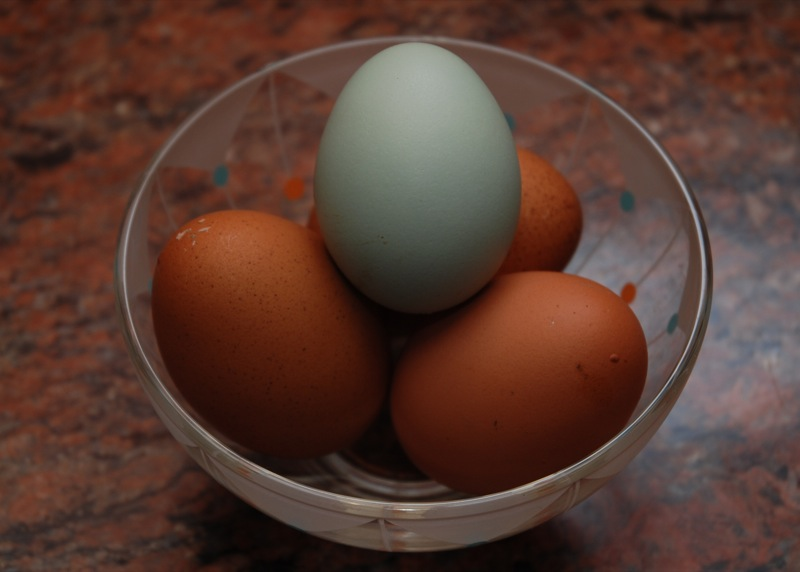
アローカナの卵（中央）

殻の色は、白玉と赤玉が多く、これは鶏の種類や遺伝的によるものである。一部の赤玉は、フクシン系の色素により着色されているものもある。
市販の鶏卵は、白玉が無精卵、赤玉は有精卵と言われることがあるが、これには根拠が無い。白玉より赤玉の方が栄養価があると言われる場合もあるが、これも俗説でしかなく、白玉と赤玉で栄養価に差は無い。
アローカナ（チリ原産のニワトリ）は、殻の色が薄い水色をした卵を産む。

### 卵黄の色

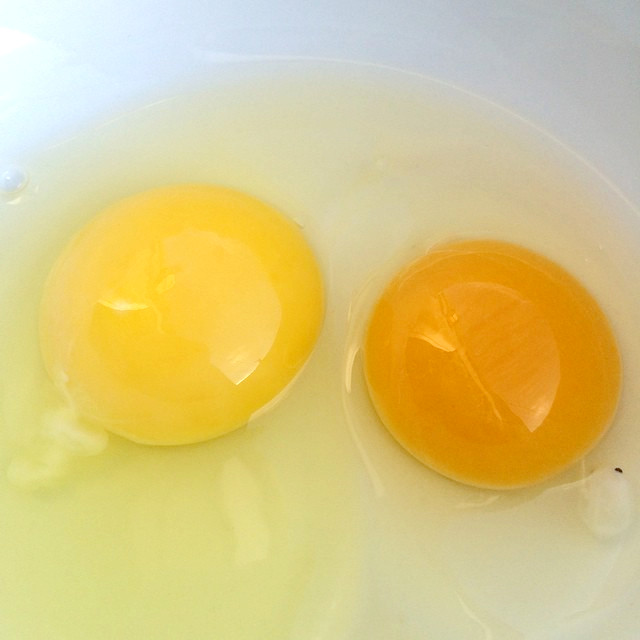
鶏卵卵黄の色の違いの例

鶏卵における色は、薄いクリーム色から濃いオレンジ色まで様々であるが、飼料に含まれるカロテノイドが卵黄へ移行する量で決まる。つまり同じニワトリの個体でも飼料を変えることで卵黄の色が変化する。ニワトリの餌にカロテノイド含量が多いトウモロコシを与えると黄身は濃くなり、カロテノイド含量が少ない飼料米を与えると白っぽくなる。また、鶏卵中のカロテノイド含量が多いほど、ゆで卵にしたときの色落ちが少ない。なお、日本では色の濃い（オレンジ色に近い）ものほど栄養価が高いとの誤解があり、より色の濃い物が好まれる傾向にある。

## 生産

### 生産方法
採卵用に飼育されている鶏は、1.3日に1個卵を産むように選択的繁殖が行われた種である。採卵用に飼育される鶏種で最も一般的なものは白色レグホンである。卵を産む雌のみが飼育され、雄は処分される。雌の雛は75日齢頃まで専用の鶏舎で群飼される。過密な群飼によりひな同士のつつき合いが広がりやすく、傷つくひなが出てくるため、嘴の切断（デビーク）が行われる。

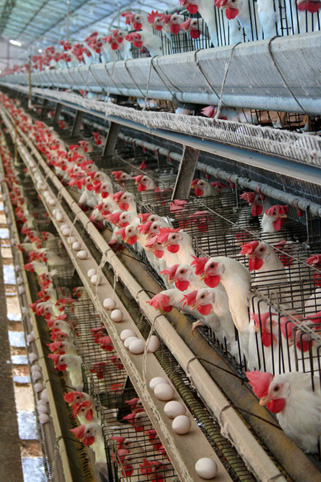
バタリーケージでの飼育

雛は75日齢頃からケージで飼育される。卵を衛生的、かつ集約的に生産できるよう、バタリーケージで飼育されることが多い。日本の採卵養鶏場では約90%以上がバタリーケージ飼育である。バタリーケージ飼育とは、巣や砂場や止まり木のない、1羽あたりの面積の狭いケージの中で、鶏を飼育する方法である。日本のバタリーケージの平均サイズは1羽あたり470cm2程度。これはB5サイズに満たない大きさである。鶏には隠れて卵を産みたいという強い欲求があり、砂場は掃除行動の一種である砂浴びをするために欠かせないものである。また、狭いケージで鶏を飼育する方法は動物愛護の観点から問題があるとして、アメリカにおける4つの州や欧州連合（EU）では動物福祉の観点から、こういったバタリーケージ飼育は禁止されている。
採卵鶏は150日齢頃から産卵を始める。産卵を開始して約1年が経過すると、卵質や産卵率が低下し、自然に換羽して休産期に入る鶏が出てくる。このため、換羽前に屠殺する場合もあるが、長期にわたって飼養する場合には強制換羽が行われる。強制換羽とは、鶏を絶食させることで給餌を制限し、飢餓の状態におくことで、新しい羽を抜け変わらせることである。強制換羽で生き残った鶏は、また市場に出せる質の良い卵を生むことができる。強制換羽は日本の採卵養鶏では約50 %で実施されている。強制換羽後、約8か月間産卵させ、屠殺する。

### 生産量
国際連合食糧農業機関（FAOSTAT）によれば、2005年の世界の鶏卵の生産量は5943万4000トンである。全漁獲高9646万トンに次ぎ、他のどのような動物性タンパク質の生産量よりも多い。鶏卵の生産はアジア州（60.2 %）、ヨーロッパ州（16.7 %）、北アメリカ州（13.9 %）に偏っている。全生産量41.0 %（2434万8000トン）を中国1国が生産しており、次いでアメリカ合衆国（533万トン）、インド（249万2000トン）である。中国では、東北区の遼寧省、華北区の河北省、華東区の山東省、江蘇省、中南区の河南省、西南区の四川省に生産が集中しており、以上の6省で生産量の2/3を占める。アメリカ合衆国ではアイオワ州を筆頭に、オハイオ州、インディアナ州、ペンシルベニア州、ジョージア州の順に生産量が多い。
日本国内では、農林水産省の統計によれば、1998年から2002年までの全国の鶏卵生産量は毎年およそ250万トンを推移している。これを都道府県別にみると、2011年において10万トン以上が生産されている都道府県は茨城県、千葉県、鹿児島県、広島県、岡山県、北海道、新潟県、愛知県（都道府県の並びは生産量順）である。
1993年と2005年を比較すると、全世界の生産量は3793万8000トンから1.6倍に成長したことになる。国別では中国の生産増が著しく、2.6倍に達した。次いでインドの1.6倍、アメリカ合衆国の1.3倍が目立つ。以下に、2005年と1993年の生産上位10カ国を挙げる。
- 2005年（世界シェア）
  1. 中華人民共和国 41.0
  2. アメリカ合衆国 9.0
  3. インド 4.2
  4. 日本 4.1
  5. メキシコ 3.5
  6. ロシア 3.5
  7. ブラジル 2.6
  8. フランス 1.8
  9. インドネシア 1.5
  10. トルコ 1.4
- 1993年（世界シェア）
  1. 中華人民共和国 24.4
  2. アメリカ合衆国 11.2
  3. 日本 6.8
  4. ロシア 5.6
  5. インド 4.0
  6. ブラジル 3.5
  7. メキシコ 3.1
  8. フランス 2.4
  9. ドイツ 2.3
  10. イタリア 1.9

### 価格
流通している卵のほとんどは無精卵であるが、一部ではブランド卵や値段の高い鶏卵も流通している。これには、ニワトリの飼育方法が放し飼いによるもの、えさにω-3脂肪酸 (Omega-3) の特殊なものを使用したものがある。放し飼いにした鶏が産んだ卵は、フリー＝レインジ・エッグ(Free-Range egg)、地鶏卵、ケイジ＝フリー・エッグ(Cage-free egg)と呼ばれる。
日本国内で食用消費される鶏卵は、主に白色レグホーン種の産むものである。鶏卵の値段は、過去数十年に亘って安定し続けてきた。1954年（昭和29年）から1988年（昭和63年）までのMサイズの鶏卵1キログラム当たりの価格を調べたデータによれば、1955年（昭和30年）の年平均価格は205円、1965年は191円、1975年（前年のオイルショックにより諸物価が高騰）は304円、1985年（昭和60年）は高値 - 安値で370円から205円までとされており、他の生活必需品と比較して概ね安定的な価格の推移を示している。2018年（平成30年）5月の時点で、鶏卵の価格は過去10年で最低水準を記録した。東京地区でM級は1キログラム当り170円となった。
烏骨鶏の卵は昔から栄養価が高いとされ、滋養薬として売買されてきた。昭和末期から一個につき500円前後の相場で売られている。

### 価格の上昇

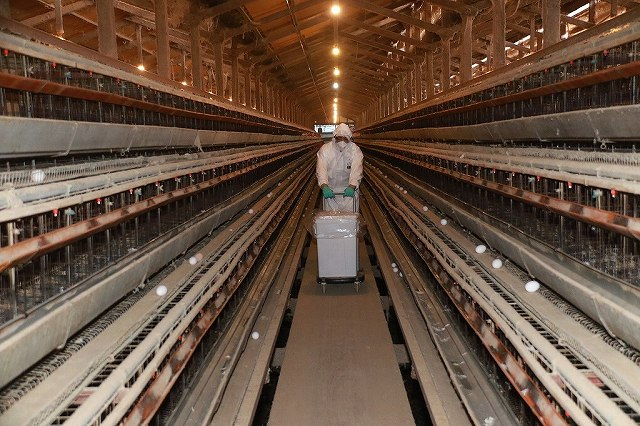
鳥インフルエンザに係る作業が終了した後の鶏舎。2022年12月。

2022年（令和4年）以降、卵の値段は上昇を続けている。これは日本のみならず、世界各国でも同様の傾向がみられる。2022年12月28日にアメリカ農務省が発表した資料によれば、2022年の初頭以降、高病原性鳥インフルエンザにより、5800万羽の鶏が死亡した。2015年には5000万羽の鶏が殺処分された。2022年12月28日にアメリカ農務省が発表した資料によれば、2022年の初頭以降、高病原性鳥インフルエンザにより、およそ5780万羽の鶏が死亡した。この数値には、七面鳥やアヒルも含まれる。鳥インフルエンザへの感染が確認された場合、48時間以内に殺処分される。2022年12月の最終週の時点で、卵の在庫は、2022年の初頭に比べて29%減少し、2022年12月の時点で、4300万羽の牝鶏が鳥インフルエンザで死亡した。人件費の上昇、材料費の上昇、物流費の上昇により、食料品における全体的なインフレの一環として、卵の値段も、その上昇に直面している。農業従事者や分析家によれば、病原菌の急速な拡散は、野鳥が移動する際に、それらを農場に運び込んでいる点に起因する、という。感染が確認された場合、病原菌の拡散を制限するため、家禽の群れは殺されることになる。2015年に発生した鳥インフルエンザは、その年の6月に終わりを迎えたが、2022年においては、秋から冬にかけて全国各地で発生した。アメリカ卵委員会(The American Egg Board)によれば、卵の不足は稀な現象である、という。2022年に発生した鳥インフルエンザにおいて、農場は三ヵ月で回復を見せた。2015年の鳥インフルエンザの発生時には、農場は回復までに六ヶ月から九ヶ月かかった。
2022年12月20日にアメリカ農務省が発表した資料によれば、2021年12月の卵の生産量は97億個だったのが、2022年11月には89億個に減少した。消費者物価指数によれば、卵の値段は2022年10月の時点で10.1%上昇、2022年11月の時点で2.3%上昇した。卵の値段が上昇を続ける一方で、鶏肉の値段については下落を見せたことがある。消費者物価指数によれば、鶏肉の価格は、2022年10月には1.3%、2022年11月には0.8 %下落した。食料用に飼育されている鶏は、卵に比べると、鳥インフルエンザの影響は受けづらい。孵化から屠殺に至るまでの期間は、5.5週間から9週間である。しかしながら、2021年10月の時点と比べて、鶏肉の値段は上昇傾向にある。鶏に食べさせる飼料である大豆やトウモロコシの値段の上昇がそれに拍車をかけ、エネルギー価格の上昇は、食品の物流費用の上昇にも影響を及ぼす。

### 寒卵
寒中（小寒 - 立春の間）に産まれた卵は寒卵と言い、味が良く日持ちもするとされる。また、無精卵が多いとされる。寒卵は俳句の季語にもなっている。

## 流通・販売と貿易

### 賞味期限・消費期限
日本国内では鶏卵の日付の表示手引により、鶏卵を介してのサルモネラ食中毒が起こらない期間は、下記の様に示されている。
産卵日を起点とし、
- 鶏卵の生食できる消費期限（冷蔵庫での保存期間を加えた日数）は、10 ℃57日間、24 ℃22日間[31]。
- 卵の賞味期限は、夏期（7 - 9月）が産卵後16日以内、春秋期（4 - 6月、10 - 11月）が産卵後25日以内、冬季（12 - 3月）が産卵後57日以内とされている。実際の商品表示は、実状はパック事業者と量販店、バイヤーの話し合いで決めておりパック後2週間（14日）程度を年間を通して賞味期限としている所が多い。
- より安全かつ美味しく食べたい場合には、夏期7日間[33]、冬期21日が目安[31]。これより時間が経つと、ドロッとしている白身がサラサラとした感じになり、黄身についても風味の劣化が目立ってくる。
- 生卵は賞味期限が過ぎていても、腐っていなければ問題なく食べることができる。ただし、賞味期限2週間を過ぎた卵を使う場合には、加熱調理を心掛けたほうが望ましい。卵が腐っていれば「強い異臭」がしたり、黒や緑に「変色」し、この状態なら判別は容易になる。

日本からの生鮮卵輸入を認めているのは、2019年11月時点でアメリカ合衆国、香港、マカオ、台湾、シンガポール。実際の輸入は香港がほとんどを占める。輸出量は2018年まで7年続けて増え、2019年は10月までの累計6843トンで、過去最高だった2018年を超えた。

### 鶏卵パック
スーパーマーケットで販売される卵は、パック詰めで販売される。「パルプモウルド」（モールド）と呼ばれる紙のようにパルプから作られる容器や、透明なプラスチック製の容器に入った状態で店頭に置かれる。

### 業務用製品
業務用（調理用・製菓用）の加工卵は、液状の凍結全卵、凍結卵黄、凍結卵白、粉末状の乾燥全卵、乾燥卵黄、乾燥卵白の形態で供給される。

### 鶏卵の鮮度
産み落とされてからの日数の経過に伴って鶏卵には様々な変化が生じる。そのうちの主要なものは濃厚卵白の水様化、カラザおよび卵黄膜の状態の変化である。濃厚卵白の水様化とは卵黄のまわりの卵白のこんもりとした盛り上がりが消える現象である。また、カラザおよび卵黄膜の変化によって、卵を割り落としたときの卵黄の形が扁平なものになり、さらに卵黄が破れやすくなる。そのままの状態で放置すれば腐敗するが、長年放置すると石のように白く硬化する。
鶏卵の鮮度は、ハウユニットや卵黄係数によって表示される。ハウユニットは濃厚卵白の水様化に着目した指標であり、卵黄係数は卵黄の形の扁平さに着目した指標である。

## 食品としての利用
鶏卵はその調理的性質によって、食材として広く使用されている。その性質とは、熱凝固性、卵白の起泡性、卵黄の起泡性、卵黄の乳化性である。
タンパク質の生体利用率は生卵で51%、加熱された卵では91%になる。つまり加熱した状態の卵のタンパク質は、生卵のタンパク質と比較して倍近い吸収率を持つ。
鶏卵を使用した料理の種類は下記のとおり多い。
菜食主義ですら、無精卵だけは動物を傷つけることなく入手できる食材であるとして「食べてもよい」とする主義もあり、中国における精進料理でも使われる例がある。

### 主な鶏卵料理
通常は、殻は用いず、中身だけを食材として使う。殻を割って中身をそのまま溶かずに（混ぜずに）使うことも多いが、殻を割り器に入れて「溶いて」つまり混ぜた「溶き卵」にしてから使うことも多い。目玉焼きは溶かずに加熱し、オムレツは溶いてから加熱している。卵を茹でる際には、ゆで卵は溶かずに殻ごと茹でてから殻を割って食べ、「ポーチド・エッグ」（落とし卵）も溶かずに茹でるが、かき玉スープ（かき玉汁）は溶いてから茹でる。
- 溶かずに焼く
  - 目玉焼き - シャードエッグ - ハムエッグ - ベーコンエッグ - 天窓
- 溶いたものを焼く
  - オムレツ - フリッタータ - （日本料理の）卵焼き（厚焼き卵、薄焼き卵、錦糸卵または金糸卵、だし巻き卵）
- 茹でる
  - 殻のまま茹でる
    - ゆで卵 - 温泉卵（温度卵）  - 黄身返し卵 - バロット

  - 殻を割ってから茹でる
    - ポーチドエッグ（落とし卵） - エッグベネディクト - 湯取り卵　- （かき玉汁）
- 炒る
  - 炒り卵 - スクランブルエッグ
- 揚げる
  - フライドエッグ -  ディープフライドエッグ - 荷包蛋
- 茹でて煮る
  - 煮卵 - 茶たまご
- 茹でて揚げる
  - 虎皮蛋 - スコッチエッグ
- 茹でて燻製にする
  - 燻製卵
- 茹でて蒸す
  - 錦卵
- 湯煎（ゆせん）する
  - エッグスラット(Eggslut) - 小さめの瓶にマッシュポテトを入れ、その上に卵を落とし、蓋をして湯煎。半熟卵とマッシュポテトをよく混ぜてパンの上にのせて食べる。
- 加工食品
  - 鹹蛋
  - 皮蛋（一般にはアヒルの卵だが、鶏卵のものもある）
- 生卵
  - 卵かけご飯 - 月見うどん/釜玉うどん - 月見そば - すき焼き : 溶き卵が供される。アメリカ映画の『ロッキー』では、主人公のロッキー・バルボアが生卵を5個分飲み干す場面がある。
- 卵とじ
  - 玉子丼 - 親子丼 - 他人丼 - 天津飯（天津丼） - かに玉 - ニラ玉（ニラの卵とじ） - 卵とじうどん - 農夫の朝食
- 焼いたもので包む
  - オムライス - オムカレー - オムハヤシ - オムそば
- 焼いたものをのせる（トッピングする）
  - 目玉焼き丼 - 横手やきそば - ロコモコ - ラピュタパン等
- 原材料に鶏卵を多く含むもの
  - 明石焼き（玉子焼） - 伊達巻 - 玉子豆腐 - 茶碗蒸し - キッシュ - カルボナーラ - フレンチトースト - 天津煎餅 - エッグサンドイッチ
- その他
  - デビルドエッグ -  バクダン（ゆで卵をすり身で包んだ薩摩揚げ） - たまご握り寿司 - 巣ごもり卵 - 砂たまご - ウフ・アン・ムーレット

### 鶏卵を使用した菓子
ケーキ類の材料として広く使われている。
- 鶏卵が主のもの
  - フィオス・デ・オヴォス（ポルトガルのお菓子） - (左記が日本に伝来した）鶏卵素麺
- 鶏卵を多く使うもの
  - カスタードプディング - 牛乳プリン - エッグタルト（パステル・デ・ナタ） - カステラ - カスドース - たまご型カステラ（鶏蛋仔） - （小麦粉の）煎餅 - 月見氷（台湾のかき氷） - 卵のシロップ煮（順徳料理）

### 鶏卵を使用した飲料
- ミルクセーキ - オレンジセーキ（蛋蜜汁、台湾の卵入りオレンジジュース） - オロナミン・セーキ
- お湯卵（滾水蛋。割った鶏卵に砂糖と熱湯を注ぐ香港の飲料）
- 卵酒
- プッシーフット
- プレーリー・オイスター
- レッド・アイ - ビールベースのカクテル。元々は生卵を加えるレシピであった。

### その他食材としての利用
フランス料理のコートレットの衣に鶏卵が使われている。それを模倣した日本のとんかつの衣の材料にも使われる。天ぷらの衣にも使われている。

### 生食
食品衛生の観点から、卵を生で食べる際にはサルモネラによる食中毒に特に気をつけなければならない。サルモネラの汚染経路としては、卵殻を通って菌が外部から侵入する「オンエッグ」と卵細胞そのものが菌で汚染されることで生じる「インエッグ」とがあり、サルモネラの増殖による食中毒を避けるためにも、できるだけ新鮮なものを選ぶことである。日本国内での市販品の卵は、事前に糞を専用の洗剤と低濃度次亜塩素酸溶液で外殻を洗浄したうえで透過光機器で内容異物の確認を行っている。全農のQCたまごは鶏や製品のサンプリングでサルモネラ検査を実施しているが、菌陰性とまでは謳っていない。夏季には劣化が激しいため、牛丼チェーン店のような温かい弁当を提供する店舗では、持ち帰り容器や袋内での温度管理のため、持ち帰り客に対する生卵の販売はされないことも多い。購入後、冷蔵庫内で保存することが望ましい。
日本の他に生卵を食べる国は、台湾や韓国のように日本が統治していた国である。台湾では、月見うどんやすき焼きを食べる際に生卵を使うほか、かき氷のトッピングに生の卵黄を載せる例もある。同様に韓国でも生卵に対する抵抗は少ない。
欧米でも昔は生食され、また日本の卵酒の様なエッグノッグの材料にも使われていた。だが、現在は食中毒の可能性もあり、生の卵を加熱もせずに食べるのは自殺行為とされており、ゲテモノ料理扱いされている。また、映画『ロッキー』の生卵を飲むシーンは「貧しいロッキーは安価なタンパク源として食中毒覚悟で生卵を飲むしかない」事を意味しており、米国の観客から悲鳴が上がった。
殻を割ってから卵の中身をそのまま食べるか、飲み干す場合もある。しかし、生卵白に含まれるアビジンがビオチンの吸収を阻害するため、生卵白を長期間続けて大量に摂取することにより、ビオチン欠乏症を発症する危険性が指摘されている。卵の生食に関しては、卵かけご飯 - 卵の生食の項目にも詳しい記述があるので参照のこと。

### 栄養
栄養価の高い食品であり、卵黄はビタミンCを除く12種類のビタミンと12種類のミネラルを含んでいる。ルテイン、ゼアキサンチン、脳や神経系をサポートする成分であるコリンも含まれている。白身はタンパク質と水分で構成され、脂肪は黄身に集中的に含まれており、ビタミンとミネラルの供給源と見なされており、卵に含まれる多くの化合物は「抗酸化作用(Anti-Oxidant Effects)を示す」と報告されている。卵の脂肪分は黄身に集中的に含まれる。白身は88%が水分で構成され、脂肪は無い。黄身は必須脂肪酸の供給源でもある。卵の黄身には、ビタミンCを除く、すべてのビタミンが含まれる。脂溶性の（油に溶ける）ビタミンであるA・D・E・Kも全て含む。黄身はコリンの供給源でもあり、これは神経伝達、脳の発達、骨においても役割を果たす。卵はビタミンのみならず、各種ミネラルの供給源でもある。脂溶性のビタミンは、油と一緒に摂取することにより、身体に吸収されるのを助ける。炎症性サイトカイン(Inflammatory Cytokine)の産生を抑える卵黄由来のタンパク質は、人体に有益な効果をもたらす。
50gの卵には、一個につき、タンパク質が6.29g、脂肪が5.3g、炭水化物が0.56g含まれる。卵の黄身には飽和脂肪酸と不飽和脂肪酸が含まれ、飽和脂肪は黄身の中に1.6g含まれる。卵に含まれるタンパク質は、人間の身体に必要な「必須アミノ酸」を全て含む。卵は人類にとって最適なタンパク質の供給源の一つであり、抗酸化作用を示す。白身には、タンパク質を分解する酵素を阻害する作用を持つプロテアーゼ阻害剤(Protease Inhibitors)が含まれるが、これは熱を加えることで破壊される。
卵は狩猟採集社会の頃から人類が食べ続けてきた食べ物の一つであり、生で食べることも可能であり、熱や火を通すことで、ゆで卵を始めとする卵料理が豊富に作れる。

### 鶏卵とコレステロール
鶏卵の黄身には、252mgのコレステロールが含まれている。
2003年に世界保健機関が発表した生活習慣病予防に関する報告書では1日のコレステロールの摂取目標を300mg未満としている。米国の農務省および保健社会福祉省の『Dietary Guidelines for Americans 2010』によれば、年齢に関係なく、健康な人の場合で300mg未満である。日本の厚生労働省の『日本人の食事摂取基準（2010年版）』によるとコレステロールの摂取目標量の上限は成人男性で1日当たり750mg、成人女性で600mgであり、摂取目標量の下限はない。コレステロールは動物性食品全般に含まれており、総摂取量の半分を鶏卵からとすると日本での一日当たりの成人の鶏卵の摂取目標量上限は2個以下、WHOが公表しているガイドラインの場合は健康な人で1個以下となる。
2012年8月に発表された論文『Egg yolk consumption and carotid plaque』（『卵黄の摂取と頸動脈の斑点』）の著者、ジョン・デイヴィッド・スペンス、デイヴィッド・J・ジェンキンス、ジーン・ダヴィニョンの三人は、黄身の摂取について、「心血管疾患の危険がある人は避けるべき」と書いている。彼らは2010年にも論文『Dietary cholesterol and egg yolks: Not for patients at risk of vascular disease』（『食事におけるコレステロールと卵黄：血管疾患の危険性がある患者には向かない』）を発表しており、「卵を一日につき一個摂取している場合、週に一個未満と比較して、糖尿病のリスクが2倍以上になる」「糖尿病患者がとくにそうだが、成人は無分別に卵の黄身を食べるべきではない」「コレステロールの摂取は制限しなければならない」「コレステロールの摂取を制限することで、心血管疾患が減少する」と断言している。
1968年、アメリカ心臓協会(The American Heart Association, AHA)は、「コレステロールが多い食事は心血管疾患の危険を高める」と主張し、コレステロールの摂取量について「一日につき300mg以下にすべきであり、卵の摂取は一週間で三個以下にすべきだ」との勧告を発表した。1968年にアメリカ心臓協会が発表したこの勧告は、人々の食生活にも影響を及ぼした。しかしながら、複数の研究結果に基づき、研究者の多くは、卵を食べることによるコレステロールの摂取と、血漿総コレステロールの間には何の関係も無い、と結論付けている。卵の摂取は、健康問題の危険の増加とは何の関係も無く、卵は生涯に亘って人間の健康に貢献する。2015年、アメリカ食品指導方針諮問委員会(The US Dietary Guidelines Advisory Committee)は、食事指導基準から、卵およびコレステロールの摂取制限を正式に撤廃し、卵の摂取を制限する必要は無くなった趣旨が強調された。
前述の論文『Egg yolk consumption and carotid plaque』の著者の一人でウェスタン・オンタリオ大学(University of Western Ontario)の教授、ジョン・デイヴィッド・スペンスは、「コレステロールの摂取が心血管疾患の危険性を高めることは有名である。卵黄には、非常に高濃度のコレステロールが含まれる」「糖尿病患者が卵を一日につき一個食べれば、冠動脈の病気の危険が2 - 5倍になる」と主張した。ジョー・C・ブラザース(Joel C. Brothers)は、この論文『Egg yolk consumption and carotid plaque』について、「この『研究』は、『卵黄の摂取は、喫煙と同じくらい心臓に悪いことが分かった』と主張している」「デイヴィッド・J・ジェンキンスとジーン・ダヴィニョンは、どちらも栄養士であるだけでなく、狂気染みたヴィーガンである。研究に携わった者の中で、心臓病の専門医は一人もいなかったのか？」「これは、科学的な研究とは遥かにかけ離れている」「研究者が行ったのは、深刻な歯垢の問題を抱えている1252人の患者（いずれも喫煙者）に、『あなたは卵を週にいくつ食べますか』と尋ねる質問用紙に記入してもらった。たったそれだけである」「当然の話だが、この『研究』は科学界から厳しく非難されている」「いずれにせよ、この研究はまったくのがらくたであり、それを印刷した紙にも、何の価値も無い」と強く批判している。
卵を一日に十個食べた場合でも、「一日につき、一個まで」と比較しても、血中のコレステロールの数値には何の影響も及ぼさない。また、卵の摂取は、心血管疾患の発症とは何の関係も無い、と報告された。

## 卵の摂取と人体への影響
研究者らは、卵の黄身を日々の食事に追加することにより、腸における酸化ストレスを軽減できる可能性がある趣旨を報告した。
卵には食欲を満足させる作用がある。
卵には多過ぎる体重を減らす作用がある。肥満体の人間が日々の食事に卵を追加して食べると、体重減少が促進される。
卵のタンパク質には、抗菌作用、免疫保護作用、慢性疾患から身体を保護する作用や、結腸癌から身体を保護する作用がある。卵は、骨格筋の喪失や、タンパク質が関係する栄養失調、高血圧、炎症性腸疾患、癌から身体を保護する作用を持つ成分の供給源でもある。
フランツィスカ・シュプリッツラー(Franziska Spritzler)は、「卵の黄身に含まれるコレステロールの摂取は、糖尿病の合併症の危険の増加とは何の関係も無く、それどころかその危険性を減らし、インスリン抵抗性も改善できる」「卵の摂取が健康状態を悪化させる、とする研究は、一貫して質が低いものだ。多くの研究では、卵の摂取は健康状態の悪化とは何の関係も無い、と示されている。質の高い研究による証拠を見れば、卵を食べることを恐れる科学的根拠は無いことが分かるだろう」と書いた。
また、白身だけを食べるよりも、白身も黄身も一緒に食べる（全卵を食べる）ことで、筋肉量は増加しやすくなる。
卵には血圧を低下させる作用がある。朝食時に卵を二個、週に合計12個摂取し続けた（ナトリウムの摂取量も増やした）ところ、LDLコレステロール値と血圧は低下した。一方、卵を食べずに炭水化物が多いものに置き換えて食べる（高糖質食を摂取する）と、インスリン抵抗性が高まった（心血管疾患を患う危険性が上昇した）。
1日に卵を三個摂取すると、抗酸化作用を持つ物質が有意に増加する。
卵の摂取量を増やすと、HDLコレステロール値は上昇し、中性脂肪の数値は低下した。また、卵の摂取量の増加およびコレステロールの摂取の増加は、痴呆症（認知症）を患う危険性の増加とは何の関係も無く、卵の摂取を増やすことで、痴呆症を患う危険性は低下した。

### アレルギー
全年齢の食品別食物アレルギー発症者の割合を見ると、鶏卵38.7%、牛乳20.9%、小麦12.1%が3大アレルゲンであり、鶏卵はその中でも最も発症者が多い。主にアレルギーの原因となる物質は、卵白中に含まれるタンパク質の半数を構成する卵白アルブミンと、約11%を構成するオボムコイド（オヴォムコイド）である。そのため、鶏卵アレルギーであっても卵黄のみであれば食べられることがある。また卵白アルブミンは加熱によって変質し、加熱した卵料理であれば卵アレルギーがあっても食べられる人もいるが、オボムコイドは加熱によって変形しにくいため、オボムコイドを含まないようゲノム編集により変異加工された鶏卵が開発されている。

### 卵殻の使用
卵殻については、酢やクエン酸のような有機酸に溶かしたり、砕いて粉末にしてから何らかの方法で卵殻まで摂取したりすることでカルシウムの摂取が可能（卵自体にはカルシウムも含まれている）。中国での精進料理の中で、少林拳では粉末にして飲んだり、卵殻を噛み砕いて摂取する修行法もある。また、香酢にも生卵をそのまま漬けて卵殻を溶かし、中身は肌や髪の美容に向けて蛋白源として摂取し、溶かした酢は料理に用いる。同様の家庭調理食品は「ビネガー・エッグ」と呼ばれる。

### 鶏卵食の歴史

#### 世界の鶏卵食の歴史
卵は人類にとって先史時代から貴重な食料であった。ハロルド・マギー(Harold McGee)によれば、野生の鶏が家禽とされるようになったのは「おそらく紀元前7500年以前の東南アジアやインド亜大陸であり、鶏が産む卵を得るためであった」という。最初に家禽にされた目的については諸説あるが、最初の目的が何であったにせよ、鶏を飼い始めた人々はしばらくするうちにその卵を食べるようになった。鶏は紀元前1500年以前にシュメールとエジプトにもたらされており、紀元前800年ころにはギリシアにもたらされた（古代エジプトのテーベの紀元前1420年頃に建てられたホルエムヘブの墓には、ダチョウの卵や他の大きな卵、おそらくはペリカンの卵を供物として持っている男の姿が描かれている。したがって鶏卵がもたらされる以前は古代エジプトではそのような卵を食べていた可能性が高い。ギリシアでは、鶏卵がもたらされる以前は主にウズラの卵を食べていた）。
中世ヨーロッパでは、卵は「贅沢品」と見なされ、四旬節には食べるのは禁じられた。
17世紀のフランスでは、溶き卵に酸味のある果汁を加えたものが人気であった。これが現在のフルーツカードの起源である可能性がある。
19世紀には乾燥卵の製造も行われるようになった。

#### 日本の鶏卵食の歴史
日本列島では弥生時代に家畜化されたニワトリが伝来する。鶏卵は「鶏子」と呼ばれ、『日本書紀』の冒頭では宇宙の原初状態を鶏卵に喩えている。古代の殺生禁断令では、鶏肉とともに鶏卵も避けるべきものとされた。それらの禁令は直接鶏卵食を禁ずるものではなかったが、因果応報譚や地獄を用いた仏教界からの説諭や圧力によって鶏卵食への忌避感情が浸透していった。それでも養鶏が絶えることはなく、『源平盛衰記』では七条信隆の飼っていた4000-5000羽の鶏が田畑を荒らして打ち殺された話があり、室町時代の禅僧季弘大叔は、日記『蔗軒日録』で鶏を飼う他の僧侶を説教したと嘆いている。
戦国時代には西日本へポルトガル人が来航し、鶏肉食とともにカステラやボーロのような鶏卵を用いた南蛮菓子を伝え、一部に受容された。
江戸時代初期には西日本の一部で鶏卵が食され、寛永4年（1627年）には平戸のオランダ商館長（カピタン）の江戸参府の際に鶏卵が用意されている。鶏卵を用いた料理としては寛永20年（1643年）に成立した料理書『料理物語』では「卵ふわふわ」と呼ばれる料理が記され、寛永3年（1626年）に後水尾天皇が二条城へ行幸した際に饗応されたという。17世紀の半ばになると、栄養価の高さや便利さにより急速に庶民にも浸透した。『本朝食鑑』(1697年)や井原西鶴の好色物に見られるように強精食品としての効能も期待されていた。
西日本では萩藩主毛利家や佐賀藩主鍋島家、薩摩藩主島津家といった西日本の大名家の行事において鶏卵料理や菓子が出されている。幕末には天保9年（1838年）の佐賀藩『御次日記』において、客人に饗応された献立の中に生卵が記されている。生卵に関しては近代には1872年（明治5年）に従軍記者の岸田吟香が食した記録が見られる。
保存方法は、冷蔵庫がほぼ完全普及する昭和50年代までは卵つと（卵苞）という編まれた藁の容器で、通気性の良い日陰に保存するのが一般的であった。

## 食品以外の利用

### 医薬品
鶏卵は食用以外に医薬品の製造にも利用される。
インフルエンザワクチンは、ワクチン用ウイルスの培養に鶏卵を使用する（ウイルスは生きた細胞に寄生する形で増殖するため）。鶏卵が使われ始めた歴史は、1937年のイングランドに遡る。当初は、軍人対象にインフルエンザワクチンの臨床試験が行われた。翌年にはアメリカでも軍人に対してワクチンの接種が始まり、1940年代には一般市民向けの卵をベースするワクチンの開発が行われた。アメリカ合衆国において、ウイルス培養用の高品質な鶏卵を生産する養鶏場の場所は、国家安全保障に係わる事項として非公表になっている。
卵殻膜
卵殻膜は中身を保湿しながら卵の呼吸に必要な通気をさせる丈夫な生体膜であり、日本では古くから野戦（戦国時代頃から）での負傷や相撲で傷に貼り早期に治療するために用いられたとされ、これを基に医療品として活用するための研究が進められている。江戸時代には内部に残留するアルブミンから目尻の皺伸ばし効果を期待し、中年以降の女性の間でパックとして貼られ、そのために卵殻膜を切り欠いて乾燥させる内職も存在した（製品は化粧用具の行商人や険しい山村では薬売りが売り歩いた）。古い記録では、中国の明朝期の医療書『本草綱目』に「雞子白皮」を使用して創傷を治療した記述がある。漢方薬としての名称は「凤凰衣（鳳凰衣）」で、清肺・咳止めとして服用、創傷に貼り付け、目の腫れに鼻から吸い込む、骨折時に服用する等の使用法がある。また同様にダチョウの卵殻膜が現地部族によっては同様に使われてきた。また虫に対する忌避作用がある何らかの物質を放出していると考えられており、北アフリカでは虫避けとしてハーブポプリを詰めたダチョウの卵殻が吊るされる。

### 卵油
黄身のみを炒めて真っ黒な液状になったもの。カプセルにして健康食品としたものが市販されているほか、個人向けの作り方が書籍で紹介されている。一方、「加熱によって発がん性を有するヘテロサイクリックアミンが生成される」との報告がある。

### アート
テンペラ画に利用される。